# František Ferdinand d'Este
František Ferdinand Karel Ludvík Josef Maria arcivévoda Rakouský-Este (18. prosince 1863 Štýrský Hradec – 28. června 1914 Sarajevo) byl následník rakousko-uherského trůnu a synovec císaře a krále Františka Josefa I. V zemích Koruny české vlastnil panství a zámky Konopiště a Chlum u Třeboně. Dne 28. června 1914 byl v Sarajevu na něj a jeho manželku vévodkyni Žofii z Hohenbergu spáchán atentát, kterému oba manželé podlehli. Tento útok se stal záminkou pro začátek první světové války v Evropě a nakonec způsobil i pád Rakouska-Uherska.
František Ferdinand d'Este měl v plánu uskutečnit po (v důsledku atentátu nerealizovaném) usednutí na trůn jako František II. přeměnu rakousko-uherské monarchie ve federativní Spojené státy Velkého Rakouska. Hodlal odstranit státní dualismus, který monarchii dělil na rakouskou a uherskou část. Toto uspořádání vzniklo v roce 1867 na základě rakousko-uherského vyrovnání.

## Život
František Ferdinand se narodil v habsbursko-bourbonské rodině. Jeho otec Karel Ludvík byl arcivévoda rakouský (mladší bratr císaře Františka Josefa I.) a jeho matka, dcera bourbonského krále obojí Sicílie Ferdinanda II., Marie Annunciata. V jeho žilách tedy kolovala krev dvou nejvýznamnějších a nejvlivnějších dynastií, které ovlivňovaly dějiny celé Evropy. Právě díky jeho původu ho tehdejší, ale i současní historikové označovali za „nehabsburského a nerakouského“; byl „příliš rázný, nevstřícný, jednoznačný a nepopulární“.
Jedinečnost osobnosti Františka Ferdinanda vysvětloval spojením habsburského a bourbonského rodu v jedné osobě muž, který jej znal od dětství a jenž vstoupil do dějin jako rakousko-uherský ministr zahraničí, který svou říši vedl do světové války, hrabě Leopold Berchtold z Uherčic:
| „ | Byl potomkem dvou příslušníků obou nejskvělejších dynastií světových dějin – Habsburků a Bourbonů. Krví zcela odlišné knížecí rody se svými specifickými, hojně kontrastujícími vlastnostmi vtiskly mu těmito protiklady jistou nevyrovnanost a originalitu. To, co bylo v jeho povaze jednoduché, přirozené, družné, smysl pro patriarchální život a klid mysli, ušlechtilé dbání na osobní důstojnost a na udržování rodové tradice – to tak říkajíc starorakouské – zdědil po svém otci Karlu Ludvíkovi. To bylo habsburské dědictví od císaře Františka a od velké Marie Terezie. Naproti tomu vášnivost, hněvné vzplanutí, pýcha, autokratické a nesnášející odpor, které byly vlastní jeho naturelu, právě tak jako smyslné potěšení z krásy, z tvaru a barvy, z výtvarného umění, z vkusné nádhery – to bylo bourbonské. | “ |

### Dětství a mládí
Arcivévoda František Ferdinand byl nejstarší z dětí Karla Ludvíka. V roce 1865 se narodil jeho první bratr Otto František Josef, v roce 1868 pak přibyl i druhý bratr Ferdinand Karel Ludvík. V roce 1870 pak se narodila i sestra Markéta Sofie. Pro jeho matku ale byly porody a nemoc (tuberkulóza) příliš: zemřela v roce 1871 ve věku osmadvaceti let.
V osmi letech se tedy František Ferdinand stal polovičním sirotkem, ke své matce, oslabené rychle za sebou následujícími těhotenstvími a především rychle postupujícími souchotinami, si však nevytvořil hluboký vztah – kvůli dlouhotrvající nemoci byl její kontakt s okolím silně omezen. Upřímné mateřské lásky se jemu i ostatním osiřelým sourozencům dostalo od macechy, třetí manželky jeho otce Marie Terezy Portugalské, jež věnovala dětem veškerou péči a především hluboký cit.
Dostalo se mu přísné výchovy, jež byla běžná pro habsburské arcivévody: důraz na historii a formování morálního profilu dítěte. V letech 1865–1876 byl jeho vychovatelem historik Onno Klopp. V roce 1878 František Ferdinand vstoupil do armády – císař jej 23. dubna jmenoval poručíkem uherského 32. pěšího pluku.
Léto trávívala rodina ve vile u Reichenau an der Rax. Zde ze všech dětských zábav mu největší potěšení působil lov; ten se stal později velkou Františkovou vášní. (Jak plyne z dochovaných střeleckých záznamů, skolil František Ferdinand během svého života 272 511 divokých zvířat.) Se svým bratrancem, korunním princem Rudolfem, synem vládnoucího císaře Františka Josefa I., byli velmi blízcí přátelé.
Jeho další velkou vášní bylo i cestování. V roce 1883 navštívil poprvé Itálii, aby viděl své dědictví po Františkovi V. Modenském. V roce 1885 navštívil Egypt, Palestinu, Sýrii a Turecko, v roce 1889 procestoval Německo. Roku 1892 vyrazil na svou vysněnou čtrnáctiměsíční cestu kolem světa, během které urazil vzdálenost 70 tisíc kilometrů. Rád a často cestoval i v pozdějších letech. Např. jeho druhý salonní vůz podle záznamů v letech 1902–1909 najezdil celkem 415 895 km!
Ani František Ferdinand neušel onemocnění tehdy častou tuberkulózou, projevila se u něj v roce 1895. Ačkoliv jeho zdravotní stav byl zpočátku velmi vážný, po třech letech se mu podařilo z nemoci se uzdravit. Nutno dodat, že k neskrývané nelibosti mnohých lidí z Uher, kde kvůli svému odmítavému postoji k rakousko-uherskému vyrovnání nebyl příliš oblíben.

### Vojenská kariéra
Působil v různých velitelských funkcích. V letech 1894—1895 byl velitelem pěší brigády v Českých Budějovicích. Dne 17. srpna 1913 byl jmenován generálním inspektorem rakousko–uherské branné moci.

## Následníkem trůnu
Když se František Ferdinand narodil, nebyl důvod předpokládat, že by se mohl stát následníkem trůnu. V roce 1889 se však jeho život radikálně změnil, když jeho bratranec, císařův syn a následník trůnu korunní princ Rudolf spáchal v loveckém zámečku v Mayerlingu sebevraždu kombinovanou s vraždou jeho milenky; kromě něj měl císař jen tři dcery. Následníkem trůnu se tak stal druhý bratr císaře Františka Josefa I., otec Františka Ferdinanda Karel Ludvík, neboť první bratr císařův Maxmilián byl již v roce 1867 popraven v Mexiku, nezanechal potomky. Dalším v pořadí byl František Ferdinand jako nejstarší syn Karla Ludvíka.
| „ | Nikdy nepovedu válku proti Rusku. Obětuji všechno, aby k ní nedošlo, protože tato válka by skončila buď svržením Romanovců nebo Habsburků – anebo možná i svržením obou dynastií. | “ |
| — | |   |

## Dědictví rodu d’Este

Erb rodiny Austria-Este, který František Ferdinand užíval.

František V. Modenský, bezdětný vévoda z Modeny, Massy, Carrary a Gustally († 20. listopadu 1875), hlava vedlejší habsbursko-lotrinské linie rakouských d'Este, nabídl otci Františka Ferdinanda, že ustaví jednoho z jeho synů svým dědicem, a to pod podmínkou, že chlapec přijme rodové jméno Este a naučí se během 12 měsíců obstojně italsky. Karel Ludvík informoval své dva starší syny (nejmladší, arcivévoda Ferdinand Karel, byl ještě příliš mladý). Mladší syn Otto požadavek naučit se italsky striktně odmítl; František Ferdinand naopak se k jeho splnění zavázal. Poté, co císař František Josef I. udělil svolení, bylo k habsburskému jménu Františka Ferdinanda připojeno jméno Este a on podstoupil výuku italštiny. To bylo pro něj velmi svízelné, neboť na rozdíl od ostatních členů rodiny neměl jazykové nadání; získal tak averzi k tomuto jazyku, kterou přenesl i na Italy jako takové a v důsledku toho své majetky v severní Itálii neužíval. Kromě výše uvedených dvou podmínek podle testamentu nesmělo být dědictví nikdy zcizeno (tj. změněn majitel prodejem, darováním ap.).
František V. Modenský zemřel, když bylo Františku Ferdinandovi pouhých dvanáct let. Nabytým dědictvím se stal jednou z nejbohatších osob v Rakousku.

## Manželství a potomci

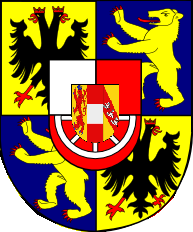
Znak Chotků spojený se znakem Habsbursko-lotrinské dynastie, udělil císař Žofii roku 1900

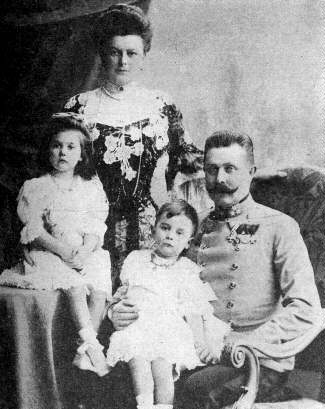
Arcivévoda František Ferdinand d'Este a vévodkyně Žofie z Hohenbergu (rozená hraběnka Chotková) se svými dětmi

František Ferdinand se oženil 1. července 1900 v Zákupech (v kapli sv. Františka z Assisi) s Žofií Chotkovou původem z českého šlechtického rodu Chotků. František Ferdinand si manželství s Žofií vyvzdoroval na císaři Františku Josefovi, který je v duchu svazujících zákonů habsburského panovnického domu, podle nichž členové dynastie mohli uzavírat sňatky pouze s příslušníky panovnických dynastií, striktně odmítal pro nevěstinu nerovnorodost, Chotkové mezi tyto rodiny nepatřili, i když v ženské linii mezi jejich předky jsou velkovévodové bádenští, Hohenzollernové-Hechingen a Liechtensteinové. František Ferdinand se však odmítl oženit s kýmkoli jiným. Papež Lev XIII., ruský car Mikuláš II. i německý císař Vilém II. posílali císaři žádosti v jeho prospěch, argumentujíce tím, že nesoulad mezi císařem a následníkem by byl rušivým prvkem pro stabilitu monarchie.
Žofie byla dcerou hraběte Bohuslava Chotka a jeho manželky Vilemíny hraběnky Kinské z Vchynice a Tetova a byla dvorní dámou arcivévodkyně Isabely z Croy, manželky rakouského arcivévody a těšínského vévody Bedřicha Rakousko-Těšínského (známý markýz Gero ze Slezských písní Petra Bezruče). S Františkem Ferdinandem se seznámila roku 1896 v Praze. Oba mladí lidé se do sebe zamilovali a začali si dopisovat. Návštěvy Františka Ferdinanda u strýce Bedřicha Rakousko-Těšínského v jeho sídle u Prešpurku byly také častější než dříve, takže jeho teta se strýcem byli přesvědčeni, že důvodem návštěv je některá z jejich dcer a žili v naději, že se jednou stanou blízkými příbuznými příštího rakouského císaře.
Roku 1898 však arcivévodkyně Isabela našla Františkův medailonek s Žofiinou podobenkou, čímž vyšlo najevo, že se následník trůnu neuchází o její dceru, ale pouze o její dvorní dámu. Arcivévodkyně vyvolala skandál. Žofie i František Ferdinand věděli, že přesvědčit císaře, aby svolil k sňatku, nebude snadné, ale po mnoha rozmluvách (či spíše hádkách) s císařem si František Ferdinand prosadil svou. Císař František Josef však v zájmu monarchie dal svolení pouze k morganatickému sňatku. František Ferdinand musel podepsat dokument, v němž se vzdával jakýchkoli nároků na trůn monarchie pro své budoucí potomky. Svatba se uskutečnila 1. července 1900 v Zákupech a nezúčastnil se jí nikdo z císařské rodiny, ani Františkovi bratři. Z ženichovy strany dorazily pouze nevlastní matka Marie Tereza a obě její dcery, Františkovy nevlastní sestry. Téhož dne byla Žofie povýšena na kněžnu z Hohenbergu s titulem Její Jasnost (Ihre Durchlaucht).
Manželé žili střídavě v oficiálním sídle následníka trůnu – zámku Belvedere ve Vídni, v zámku Zákupy v Čechách, kde se konala jejich svatba, a především na jejich domovském sídle na zámku Konopiště, který František Ferdinand zakoupil v roce 1887 jako lovecký zámeček a který nechal přestavět (zámek platil za nejmoderněji vybavené historické sídlo v monarchii). Žofie porodila na zámku dvě ze tří dětí a vedla zde klidný a šťastný rodinný život. Svého manžela nesměla oficiálně doprovázet a jejím prvním vystoupením na veřejnosti byla cesta do Sarajeva. Celou rodinu několikrát navštívila arcivévodova nevlastní matka Marie Tereza a jejich hostem byl i německý císař a pruský král Vilém II., který hostitelce daroval drahocenný servis.
V říjnu 1909 byla Žofie povýšena do vévodského stavu ad personam – stala se vévodkyní z Hohenbergu s titulem Její Výsost (Ihre Hoheit). To patřičně pozvedlo její status, neboť dosud byla při ceremoniálních příležitostech v nižším postavení nežli kterákoli byť sebebezvýznamnější arcivévodkyně a docházelo tak často k ponižujícím situacím, kdy byla z tohoto důvodu oddělena od svého manžela.
Ze šťastného, často jako romantické označovaného manželství Františka Ferdinanda a Žofie se narodili čtyři potomci:
- 1. Žofie z Hohenbergu (24. července 1901 – 27. října 1990), ⚭ 1920 hrabě Fridrich Nostitz-Rieneck (1. listopadu 1893 – 29. prosince 1973)
- 2. Maxmilián z Hohenbergu (29. září 1902 – 8. ledna 1962), ⚭ 1926 hraběnka Alžběta Bona z Waldburku, Wolfeggu a Waldsee (10. srpna 1904 – 13. března 1993)
- 3. Arnošt z Hohenbergu (27. května 1904, Konopiště – 5. března 1954), ⚭ 1936 Maria Therese Wood (9. května 1910 – 28. listopadu 1985)
- 4. syn (*/† 1908)

## Poslední cesta

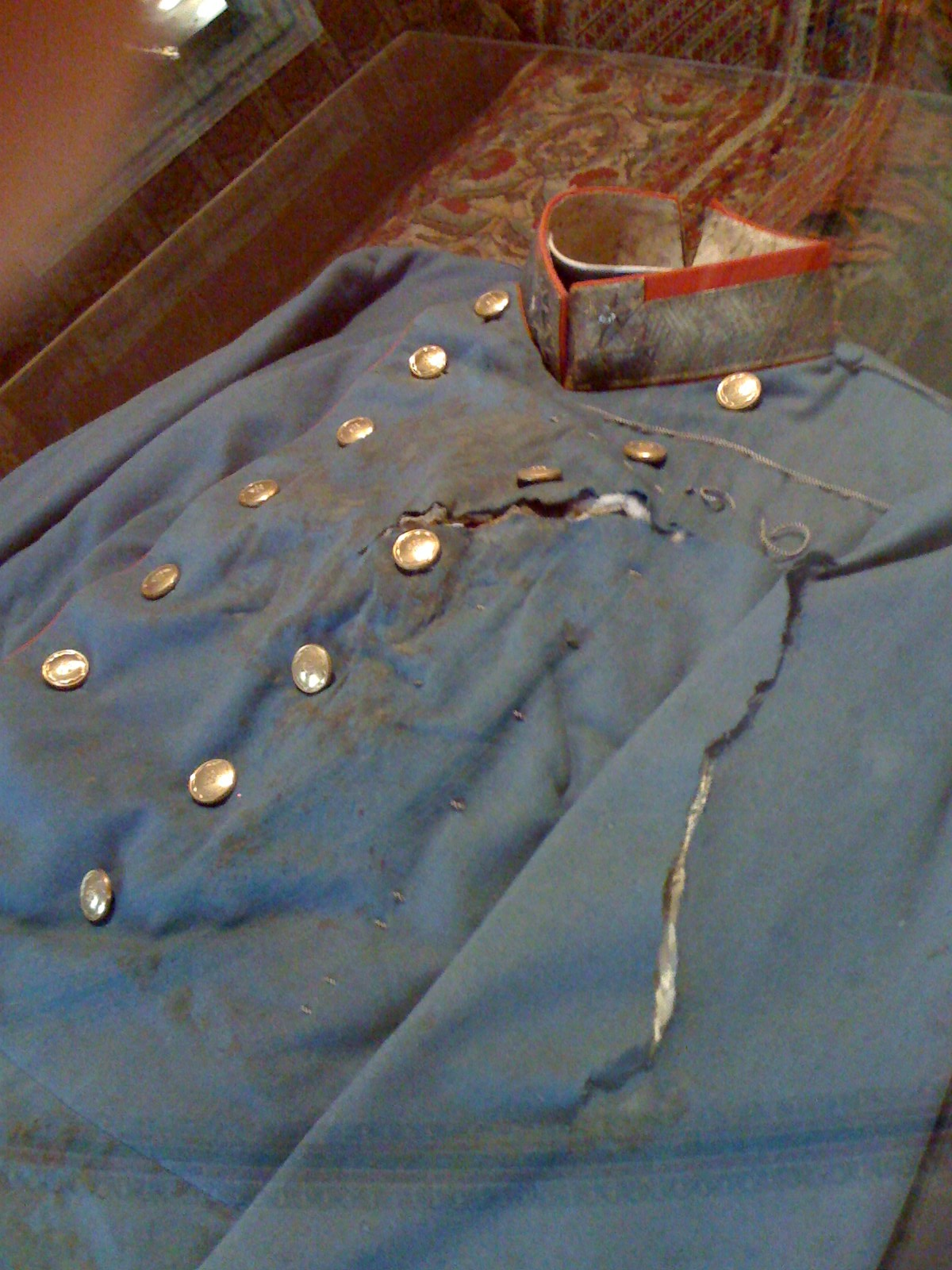
Krví potřísněná uniforma, kterou měl František oblečenou při atentátu

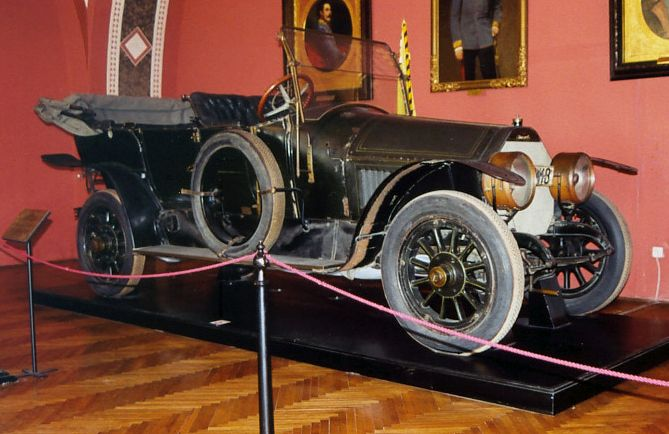
Gräf und Stift Double Phaeton z roku 1910, v němž byl František Ferdinand v Sarajevu zavražděn

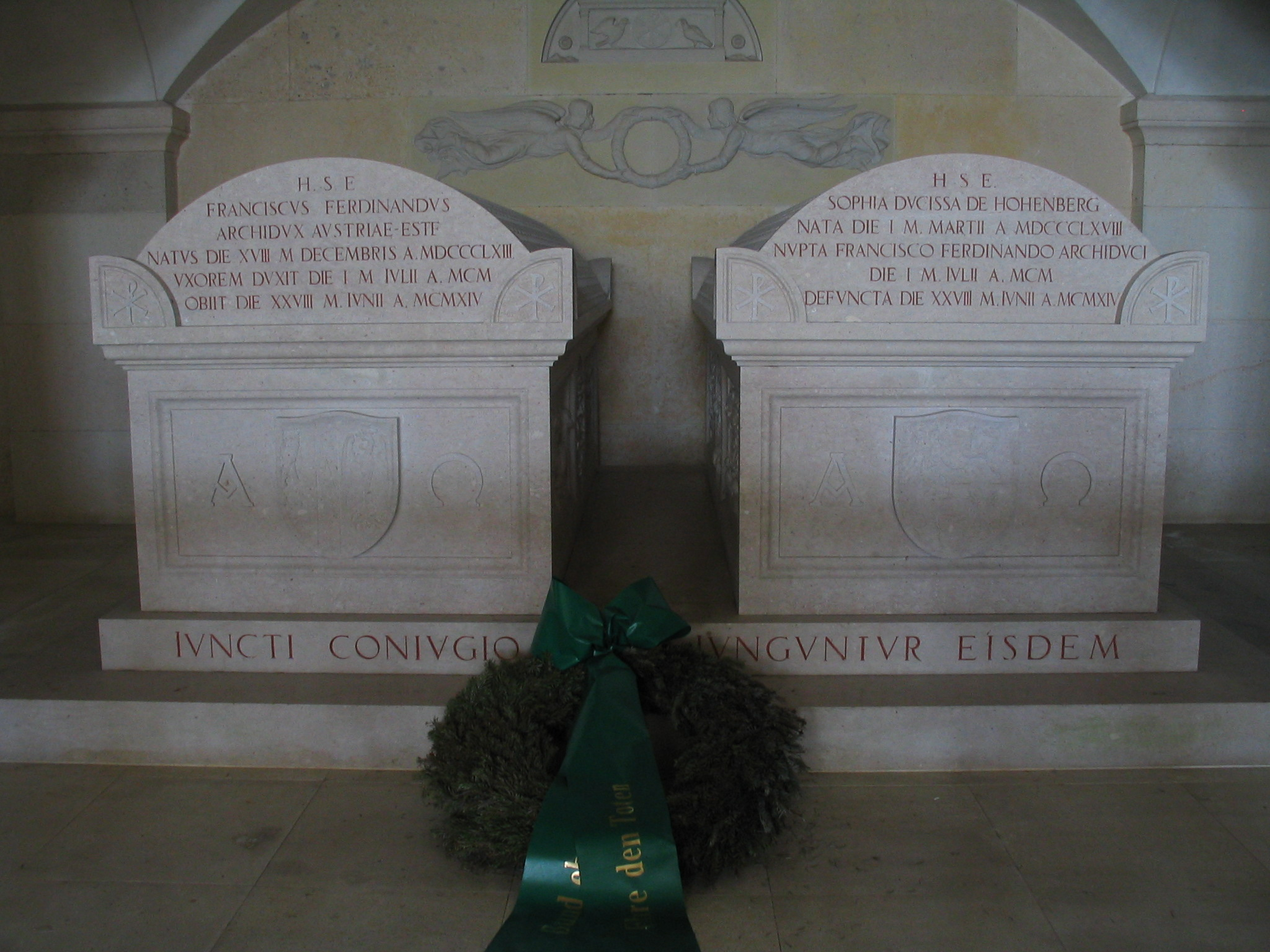
Krypta s ostatky Františka Ferdinanda a jeho ženy na zámku v Artstettenu v Rakousku.

Oba manželé zemřeli při atentátu v Sarajevu a tyto výstřely signalizovaly i konec celé monarchie a vlastně celé předchozí epochy. Do osudového Sarajeva měla rodina z Chlumu u Třeboně cestovat vlastním salonním vozem (dodnes se zachoval v provozuschopném stavu) do Terstu a odtud lodí. Tehdy však musel být vůz z vlaku odstaven již při příjezdu do Chlumu kvůli kouřícímu ložisku. Do Vídně tedy museli jet běžným vozem I. třídy, z Vídně pak pokračovali narychlo přistaveným soukromým salonním vozem; v tom však zase nefungovalo elektrické osvětlení a muselo se svítit svíčkami. Podle poznámek arcivévodova osobního sekretáře Paula Nikitsche se s ním František Ferdinand loučil slovy: „Co říkáte tomu osvětlení? Jako v hrobce, ne? Nejprve přijede můj vůz hořící do stanice a tenhle cizí vůz také nechce zjevně spolupracovat. Na, žijte blaze. Na shledanou.“ Jeho opravený vůz byl poté odeslán do Terstu, aby byl k dispozici pro zpáteční cestu. Těla zavražděných manželů však zpáteční cestu absolvovala v jiném voze, v rakvích.

## Tituly
František Ferdinand d'Este byl císařský princ a arcivévoda rakouský, královský princ uherský, český, velkovévoda toskánský atd., následník trůnu a také rytíř několika řádů. Byl nositelem řádu Zlatého rouna, rytířem britského podvazkového řádu, nositelem velmistrovského kříže řádu královského domu Hohenzollern, nositelem japonské řádu chryzantémy a nositelem dalších řádů a medailí.

## Dílo
- „Die Eingeborenen machten keinen besonders günstigen Eindruck.“ Tagebuch meiner Reise um die Erde 1892–1893. Herausgegeben, eingeleitet und kommentiert von Frank Gerbert, Kremayr & Scheriau, Wien 2013, ISBN 978-3-218-00862-4.

## Vývod z předků
|                              |                                      |  |                                 |                                        |  |  |  |  |  |  |  | Leopold II. |
|                              |                                      |  |                                 |                                        |  |  |  |  |  |  |  |             |
|                              | František I. Rakouský                |  |                                 |                                        |  |  |  |  |  |  |  |             |
|                              |                                      |  |                                 |                                        |  |  |  |  |  |  |  |             |
|                              |                                      |  |                                 | Marie Ludovika Španělská               |  |  |  |  |  |  |  |             |
|                              |                                      |  |                                 |                                        |  |  |  |  |  |  |  |             |
|                              | František Karel Habsbursko-Lotrinský |  |                                 |                                        |  |  |  |  |  |  |  |             |
|                              |                                      |  |                                 |                                        |  |  |  |  |  |  |  |             |
|                              |                                      |  |                                 | Ferdinand I. Neapolsko-Sicilský        |  |  |  |  |  |  |  |             |
|                              |                                      |  |                                 |                                        |  |  |  |  |  |  |  |             |
|                              | Marie Tereza Neapolsko-Sicilská      |  |                                 |                                        |  |  |  |  |  |  |  |             |
|                              |                                      |  |                                 |                                        |  |  |  |  |  |  |  |             |
|                              |                                      |  |                                 | Marie Karolína Habsbursko-Lotrinská    |  |  |  |  |  |  |  |             |
|                              |                                      |  |                                 |                                        |  |  |  |  |  |  |  |             |
|                              | Karel Ludvík Habsbursko-Lotrinský    |  |                                 |                                        |  |  |  |  |  |  |  |             |
|                              |                                      |  |                                 |                                        |  |  |  |  |  |  |  |             |
|                              |                                      |  |                                 | Fridrich Michal Falcko-Zweibrückenský  |  |  |  |  |  |  |  |             |
|                              |                                      |  |                                 |                                        |  |  |  |  |  |  |  |             |
|                              | Maxmilián I. Josef Bavorský          |  |                                 |                                        |  |  |  |  |  |  |  |             |
|                              |                                      |  |                                 |                                        |  |  |  |  |  |  |  |             |
|                              |                                      |  |                                 | Marie Františka Falcko-Sulzbašská      |  |  |  |  |  |  |  |             |
|                              |                                      |  |                                 |                                        |  |  |  |  |  |  |  |             |
|                              | Žofie Frederika Bavorská             |  |                                 |                                        |  |  |  |  |  |  |  |             |
|                              |                                      |  |                                 |                                        |  |  |  |  |  |  |  |             |
|                              |                                      |  |                                 | Karel Ludvík Bádenský                  |  |  |  |  |  |  |  |             |
|                              |                                      |  |                                 |                                        |  |  |  |  |  |  |  |             |
|                              | Karolína Frederika Vilemína Bádenská |  |                                 |                                        |  |  |  |  |  |  |  |             |
|                              |                                      |  |                                 |                                        |  |  |  |  |  |  |  |             |
|                              |                                      |  |                                 | Amálie Frederika Hesensko-Darmstadtská |  |  |  |  |  |  |  |             |
|                              |                                      |  |                                 |                                        |  |  |  |  |  |  |  |             |
| 'František Ferdinand d'Este' |                                      |  |                                 |                                        |  |  |  |  |  |  |  |             |
|                              |                                      |  |                                 |                                        |  |  |  |  |  |  |  |             |
|                              |                                      |  | Ferdinand I. Neapolsko-Sicilský |                                        |  |  |  |  |  |  |  |             |
|                              |                                      |  |                                 |                                        |  |  |  |  |  |  |  |             |
|                              | František I. Neapolsko-Sicilský      |  |                                 |                                        |  |  |  |  |  |  |  |             |
|                              |                                      |  |                                 |                                        |  |  |  |  |  |  |  |             |
|                              |                                      |  |                                 | Marie Karolína Habsbursko-Lotrinská    |  |  |  |  |  |  |  |             |
|                              |                                      |  |                                 |                                        |  |  |  |  |  |  |  |             |
|                              | Ferdinand II. Neapolsko-Sicilský     |  |                                 |                                        |  |  |  |  |  |  |  |             |
|                              |                                      |  |                                 |                                        |  |  |  |  |  |  |  |             |
|                              |                                      |  |                                 | Karel IV. Španělský                    |  |  |  |  |  |  |  |             |
|                              |                                      |  |                                 |                                        |  |  |  |  |  |  |  |             |
|                              | Marie Isabela Španělská              |  |                                 |                                        |  |  |  |  |  |  |  |             |
|                              |                                      |  |                                 |                                        |  |  |  |  |  |  |  |             |
|                              |                                      |  |                                 | Marie Luisa Parmská                    |  |  |  |  |  |  |  |             |
|                              |                                      |  |                                 |                                        |  |  |  |  |  |  |  |             |
|                              | Marie Annunziata Neapolsko-Sicilská  |  |                                 |                                        |  |  |  |  |  |  |  |             |
|                              |                                      |  |                                 |                                        |  |  |  |  |  |  |  |             |
|                              |                                      |  |                                 | Leopold II.                            |  |  |  |  |  |  |  |             |
|                              |                                      |  |                                 |                                        |  |  |  |  |  |  |  |             |
|                              | Karel Ludvík Rakousko-Těšínský       |  |                                 |                                        |  |  |  |  |  |  |  |             |
|                              |                                      |  |                                 |                                        |  |  |  |  |  |  |  |             |
|                              |                                      |  |                                 | Marie Ludovika Španělská               |  |  |  |  |  |  |  |             |
|                              |                                      |  |                                 |                                        |  |  |  |  |  |  |  |             |
|                              | Marie Terezie Rakousko-Těšínská      |  |                                 |                                        |  |  |  |  |  |  |  |             |
|                              |                                      |  |                                 |                                        |  |  |  |  |  |  |  |             |
|                              |                                      |  |                                 | Fridrich Vilém Nasavsko-Weilburský     |  |  |  |  |  |  |  |             |
|                              |                                      |  |                                 |                                        |  |  |  |  |  |  |  |             |
|                              | Jindřiška Nasavsko-Weilburská        |  |                                 |                                        |  |  |  |  |  |  |  |             |
|                              |                                      |  |                                 |                                        |  |  |  |  |  |  |  |             |
|                              |                                      |  |                                 | Luisa Isabela z Kirchbergu             |  |  |  |  |  |  |  |             |
|                              |                                      |  |                                 |                                        |  |  |  |  |  |  |  |             |